# Otchipok

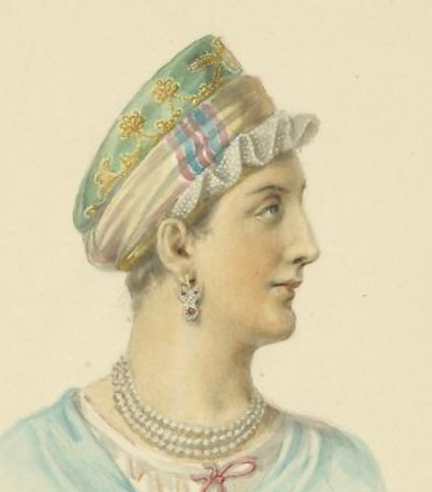
Femme de Tikhvine avec povoinik, 1831.

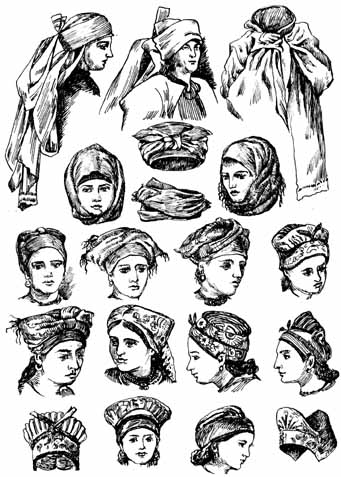
Coiffes ukrainiennes traditionnelles.

Le povoïnik ou otchipok (en russe : повойник, en ukrainien : очіпок, aussi намітка, namitka ; перемітка, peremitka ; серпанок, serpanok ; рантух, rantoukh ; склендячка, sklendiatchka ; хустка, khoustka) est la coiffe d'une femme mariée faisant partie de la robe folklorique slave traditionnelle, souvent décorée de broderies. C'est une coiffe qui couvre toute la tête avec une fente dans le dos et des lacets qui la serrent bien autour de la tête.
Cette coiffe était principalement portée par les femmes de la région du Dniepr moyen, y compris les régions de la rive gauche et des steppes, mais l'otchipok se retrouve également dans d'autres régions d'Ukraine. On pense qu'il est né pendant la période de l'hetmanat. Les caractéristiques spécifiques de l'otchipok varient d'une région à l'autre.
Dans l'Europe du Moyen Âge, les cheveux découverts étaient un signe de virginité. Une femme mariée couvrait entièrement ses cheveux, y compris le front, les oreilles et souvent le cou.
La namitka est un tissu long et fin enroulé autour de la tête et noué dans le dos. C'était le couvre-chef original slave pour hommes et femmes, et pouvait être utilisé pour couvrir le visage. Finalement, cela a donné naissance au kokochnik russe. Les extrémités du tissu sont brodées, généralement avec du fil rouge.
Lors de la cérémonie de mariage ukrainienne, les cheveux de la mariée étaient recouverts d'un otchipok et d'un namitka. Elle portera l'otchipok pour le reste de sa vie avec divers types de couvre-chefs dessus.

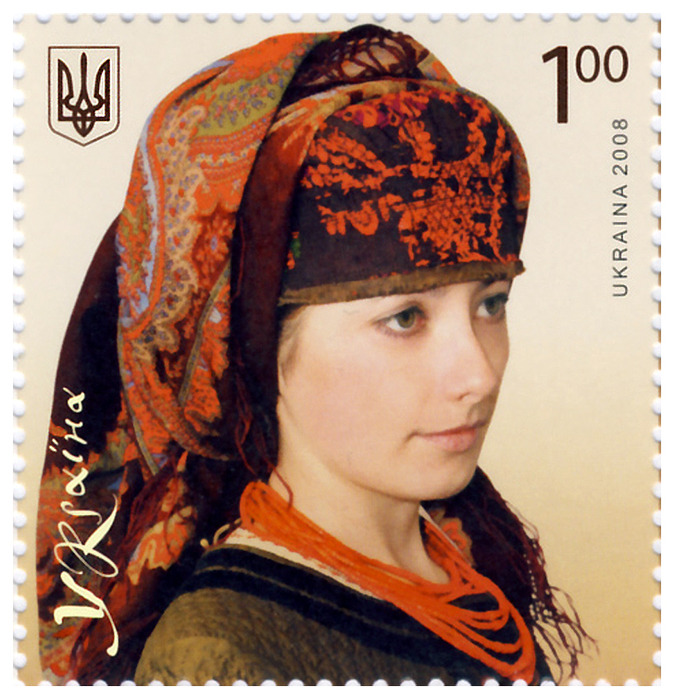
Otchipok et foulard de Tcherkassy.

La peremitka fait partie de la robe traditionnelle houtsoule. C'est une longue bande de tissu ornée aux deux extrémités et attachée par un nœud de chaque côté. Elle se porte enroulée autour des cheveux, du cou et du menton.
La bavnytsia est un anneau de tissu brodé ajusté autour de la tête, ouvert en haut, avec un anneau de franges ou de fronces cousu sur le bord supérieur. Il était recouvert d'un namitka ou d'un foulard. La bavnytsia était une tenue traditionnelle en Galicie.
Des instructions et des exemples de couvre-chefs ukrainiens traditionnels sont exposés au musée Ivan Honchar de Kiev.

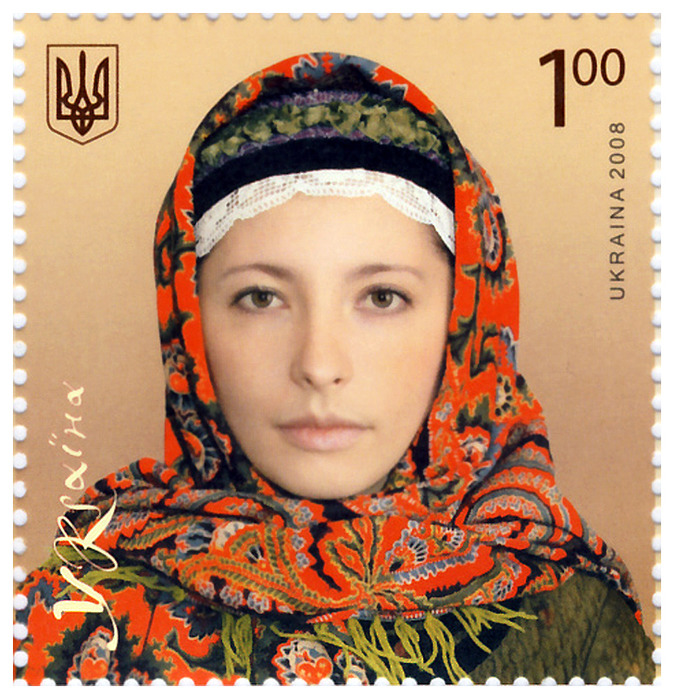
Otchipok et foulard de Lviv.
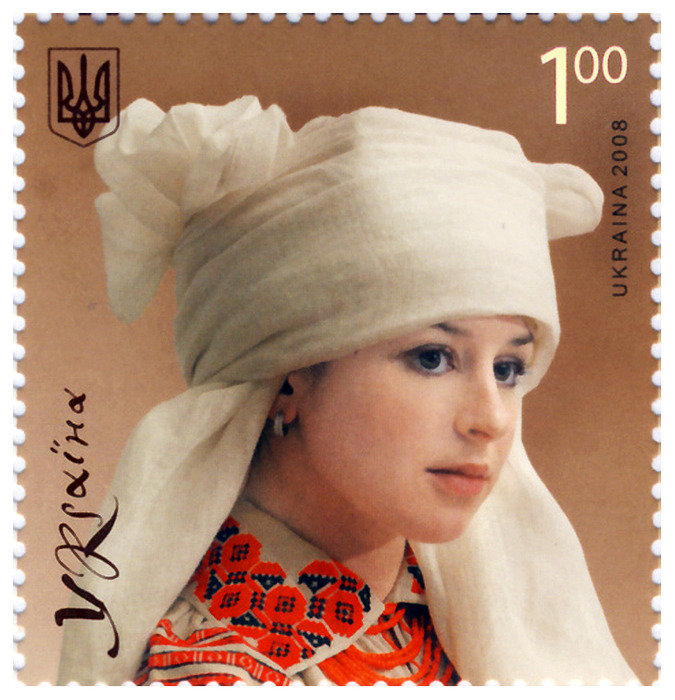
Namitka de Rivne.
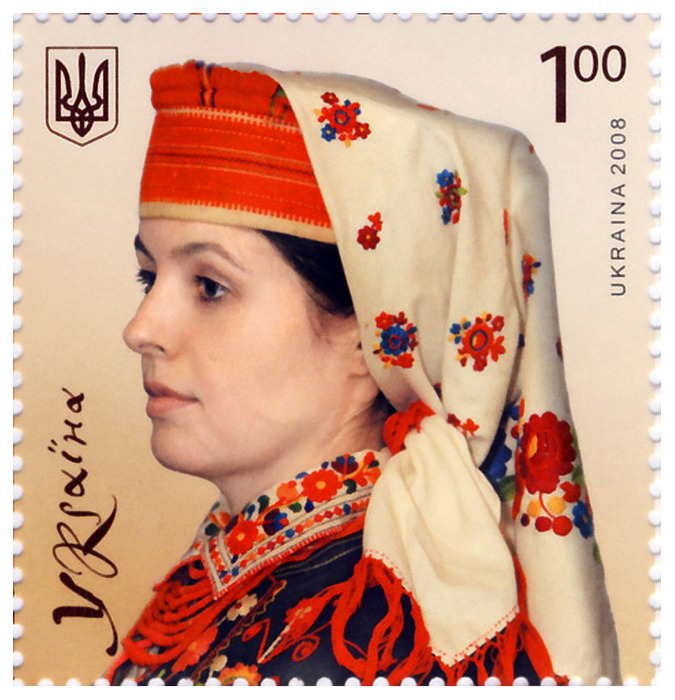
Bavnytsia et foulard, de Lviv.
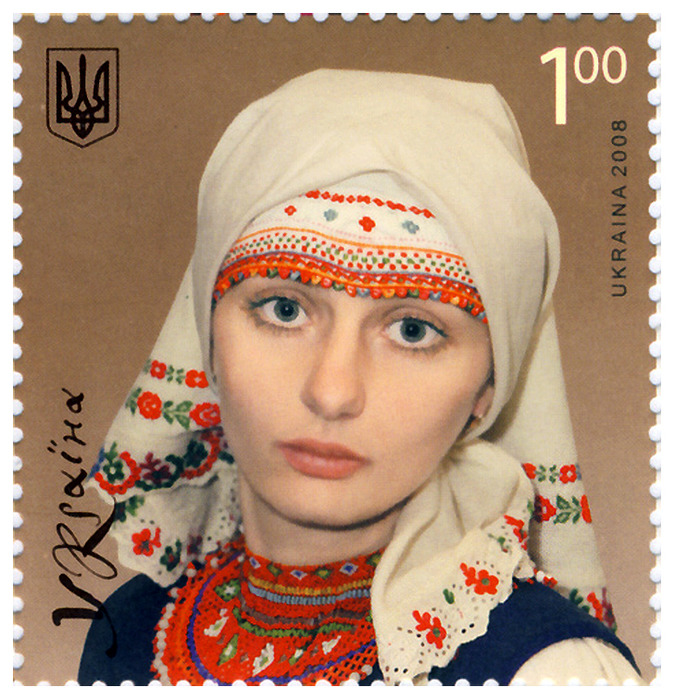
Châle et foulard.
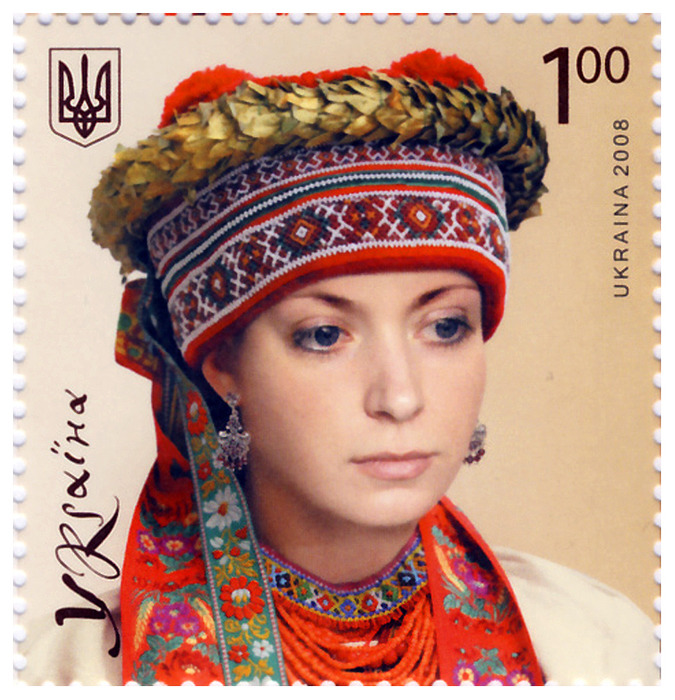
Bavnytsia, Pokuttia.
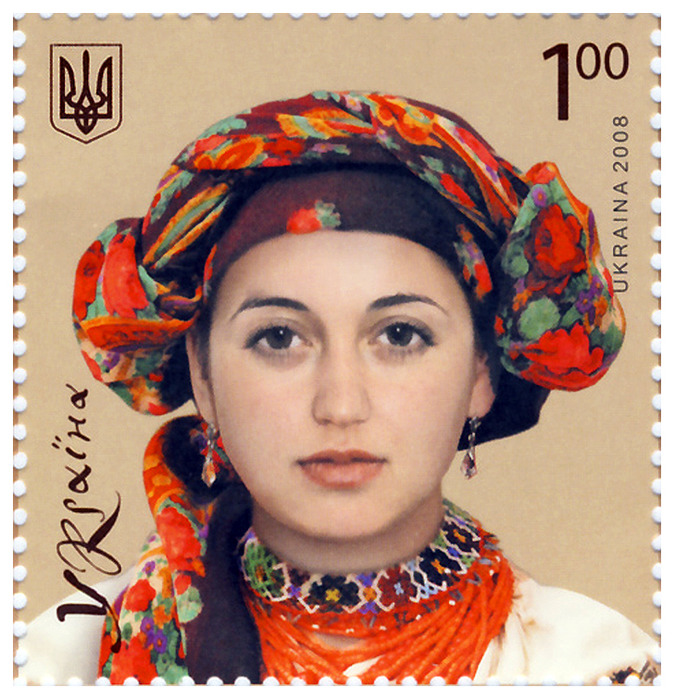
Peremitka houtsoule.
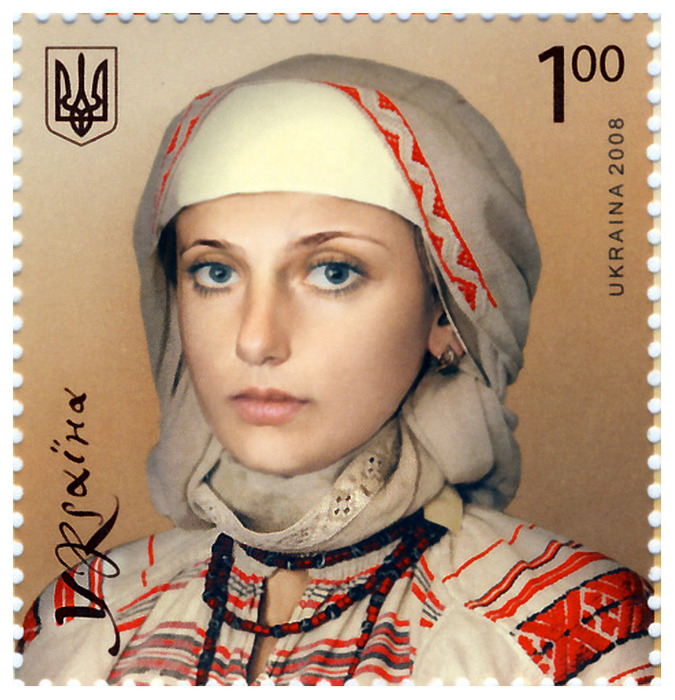
Otchipok et peremitka.
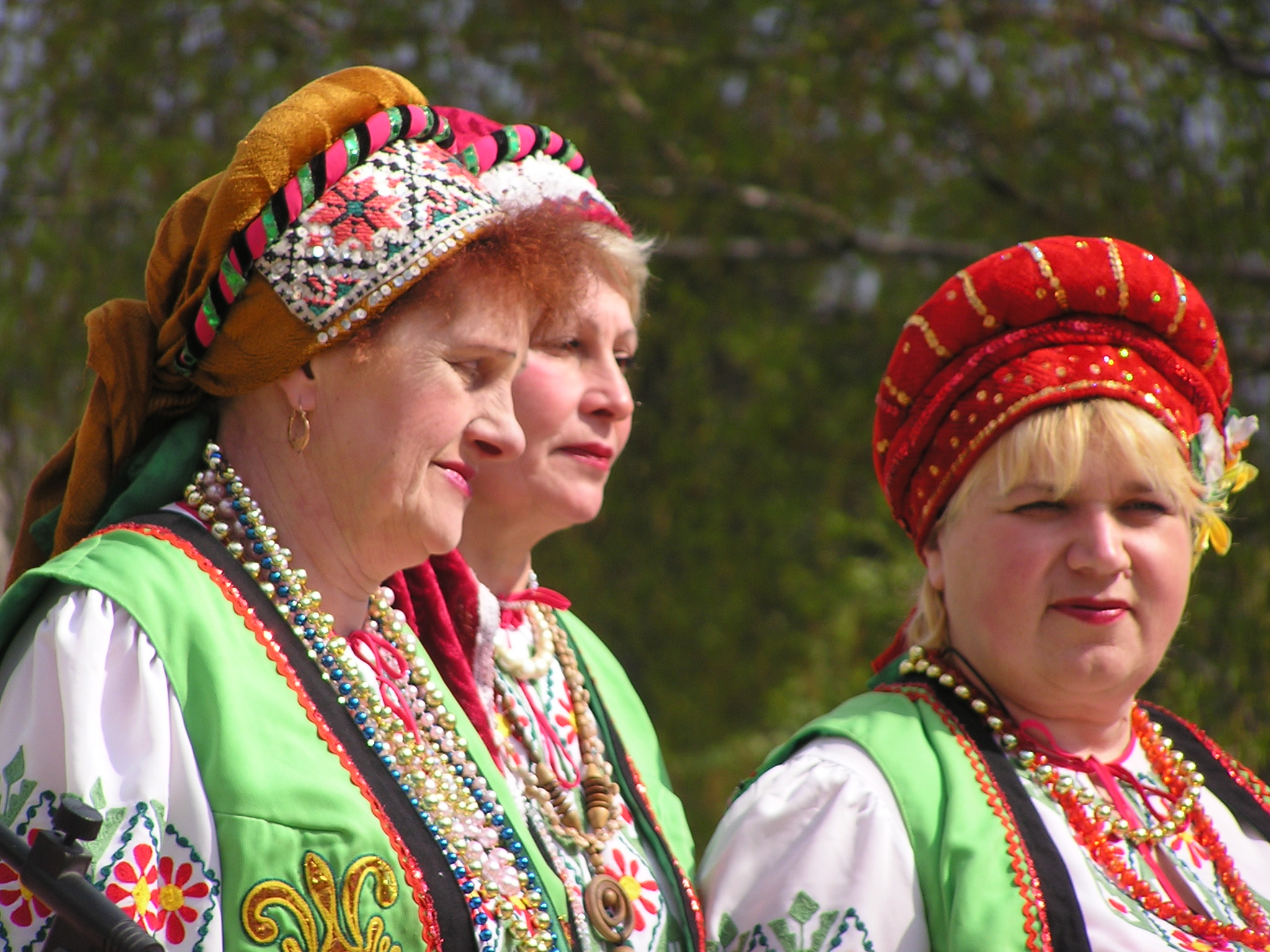
Bavnytsia, Donetsk.
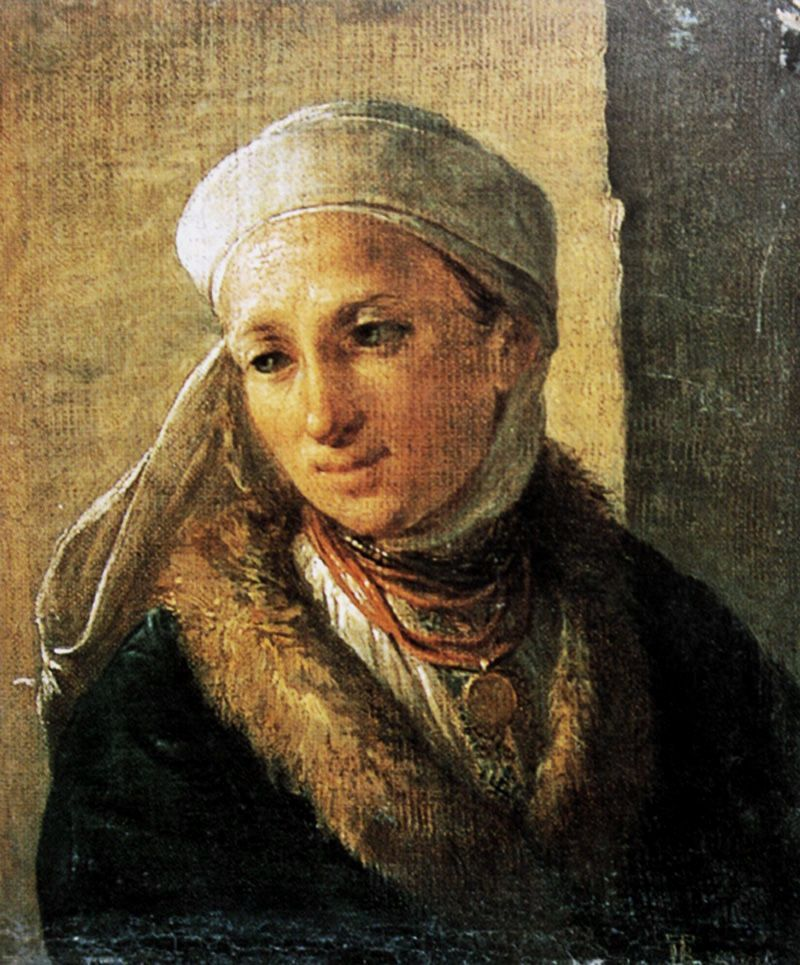
Namitka, 1820.
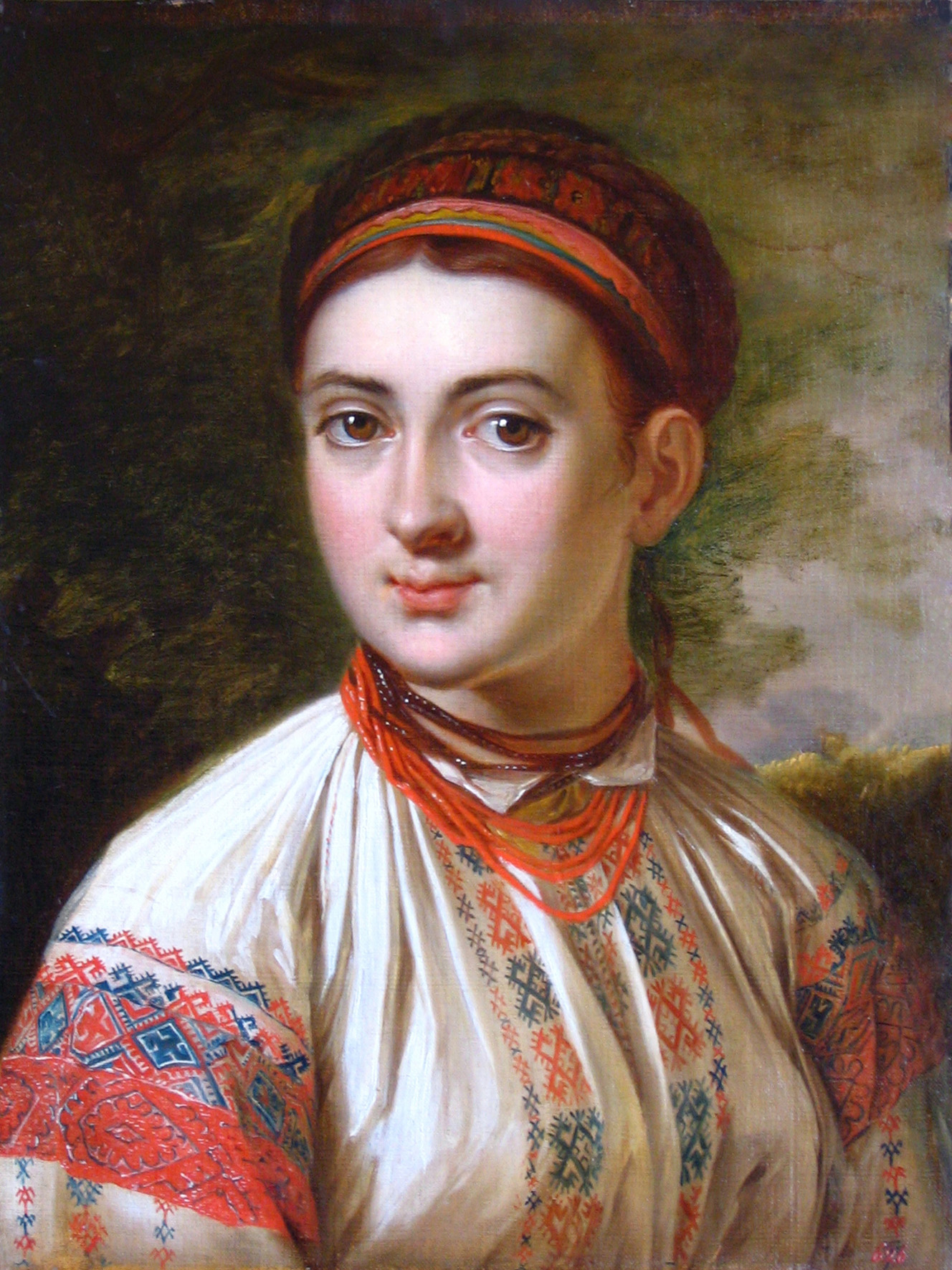
Fille de Podillya v. 1800 par Vassili Tropinine